# Oscinella nigertrima
Oscinella nigertrima är en tvåvingeart som först beskrevs av Macquart 1835.  Oscinella nigertrima ingår i släktet Oscinella och familjen fritflugor. Inga underarter finns listade i Catalogue of Life.